# Tobias Mayer
Tobias Mayer, född 17 februari 1723 i Marbach am Neckar, död 20 februari 1762 i Göttingen, var en tysk astronom och matematiker.

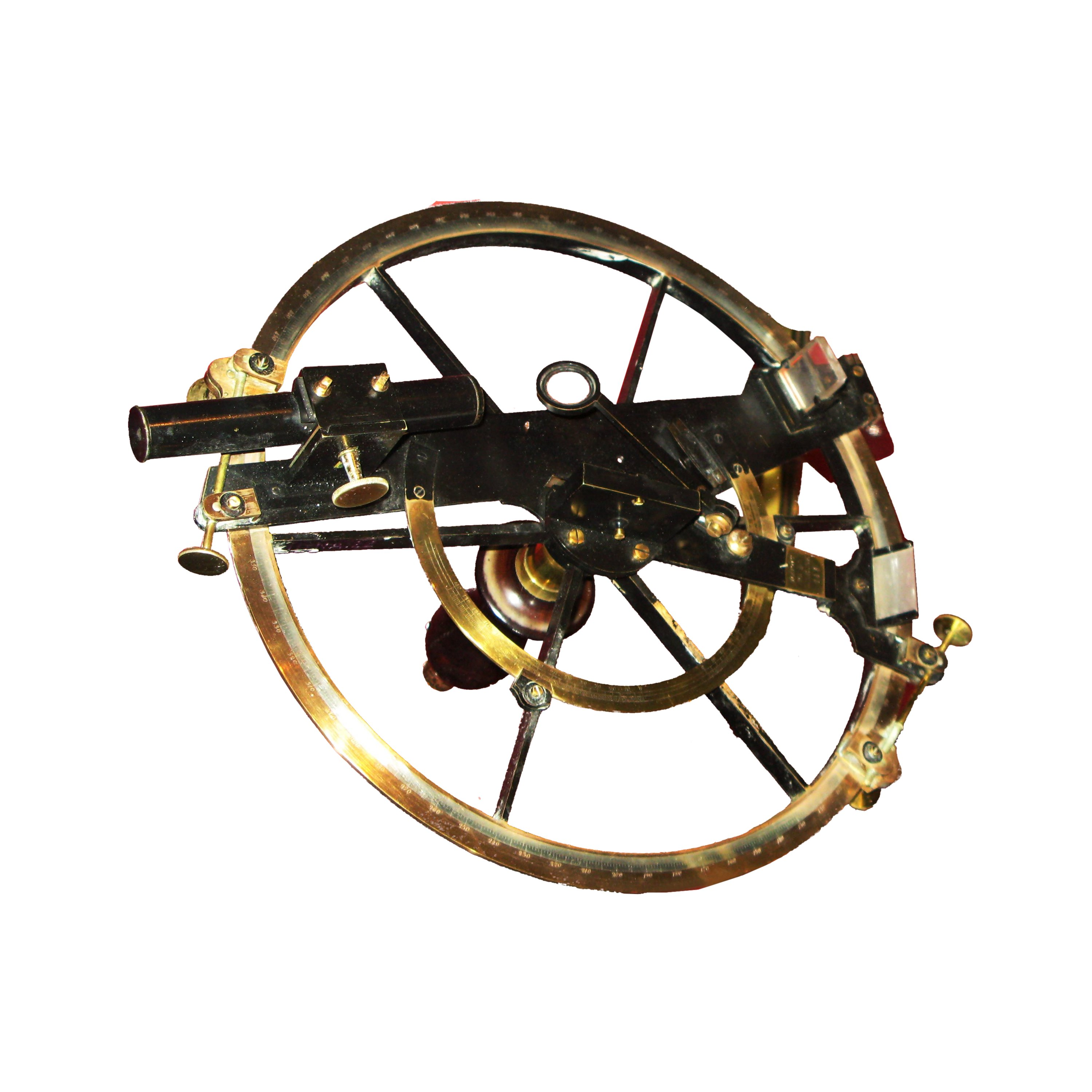
Bordas spegelcirkel.

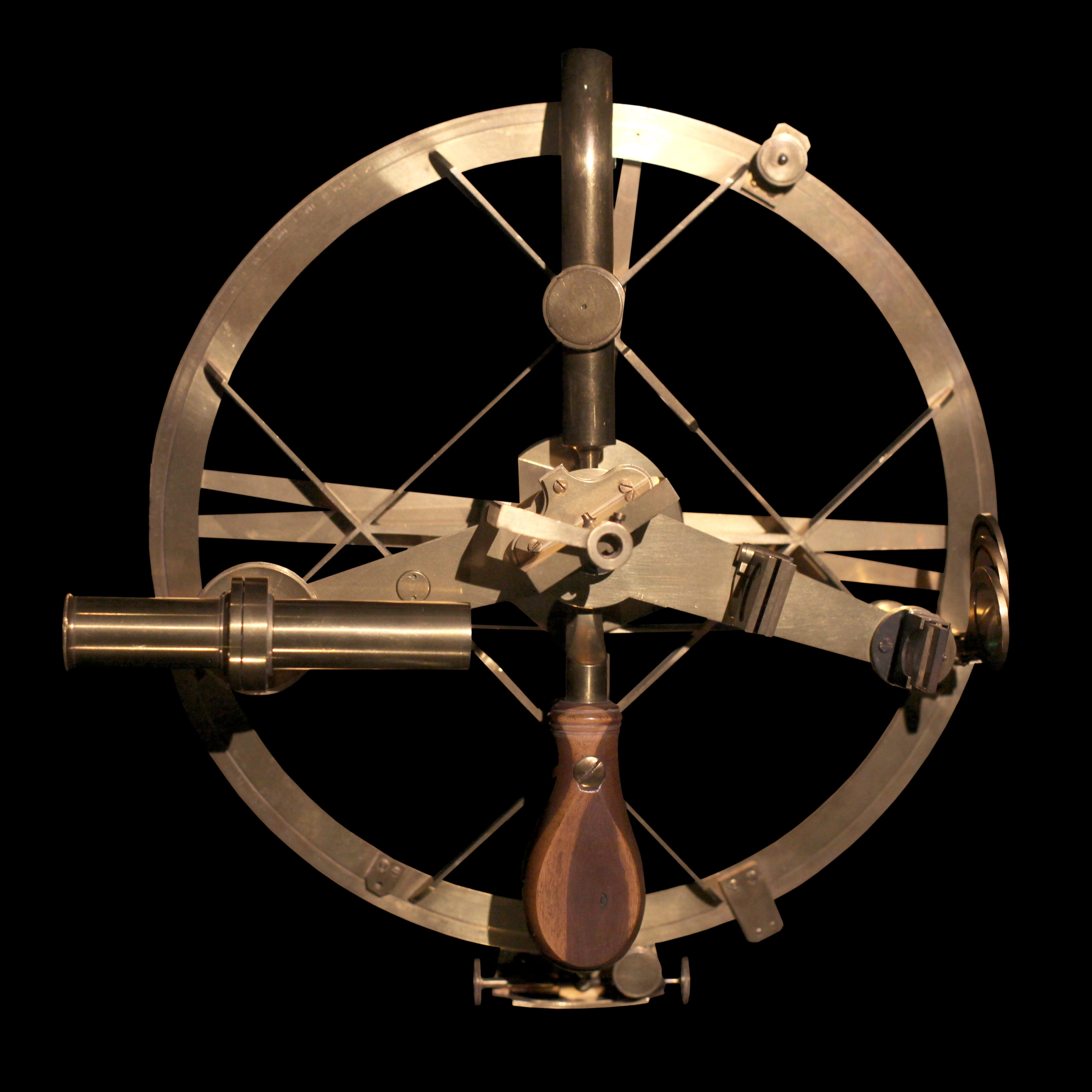
Mendozas spegelcirkel.

Mayer anställdes 1744 vid Johann Baptist Homanns Landkarten-Institut i Nürnberg och kallades 1751 till professor i matematik i Göttingen, där han 1754 även övertog ledningen av observatoriet. Han sysselsatte sig med teorin om månens rörelse och den därmed sammanhängande frågan om longitudbestämning till sjöss, för vars effektiva lösning engelska parlamentet redan 1713 utsatt pris på 10 000–20 000 pund sterling. För hans 1752 i huvudsak fullbordade Novæ tabulæ motuum Solis et Lunæ och den därmed sammanhängande måndistansmetoden, utföll en del av detta pris, dock först efter hans död och till förmån för hans änka, varjämte urmakaren John Harrison och matematikern Leonhard Euler erhöll sina delar av priset.
Mayer var även en framstående praktisk astronom och uppfinnare genom principen för vinkelns multiplikation samt uppfinningen av "spegelcirkeln". Spegelcirkeln var ett cirkelformat vinkelmätningsinstrument, uppfunnet av Mayer 1752. På grundval av Mayers beskrivningar konstruerade den brittiske instrumentmakaren John Bird (1709–1776) ett exemplar, som utprovades praktiskt av kaptenen (sedermera amiralen) John Campbell (1720–1790) till sjöss. Campbell fann dock att spegelcirkeln var tung och svår att använda och inte bättre än Hadleys oktant (detta ledde till utvecklingen av sextanten). Spegelcirkeln förbättrades av Jean-Charles de Borda (1733–1799) och Josef de Mendoza y Ríos (1761–1816), men utkonkurrerades av sextanten för navigation och astronomi och teodoliten för geodetisk mätning.
Mayer utförde noggranna mätningar av månen och konstruerade den första noggranna månkartan, varjämte han är känd för sina undersökningar av stjärnornas egenrörelser samt av den astronomiska och terrestra refraktionen. Efter honom har den s.k. Mayerska formeln för passageinstrumentet och meridiancirkeln sitt namn.
Mayer kallas i många texter felaktigt Johann Tobias Mayer, vilket var namnet på hans son, en mindre berömd fysiker (1752–1830).